# Baetis noshaqensis
Baetis noshaqensis is een haft uit de familie Baetidae. De wetenschappelijke naam van de soort is voor het eerst geldig gepubliceerd in 1966 door Uéno.